# Gouvernement Dupong-Krier
Gouvernement Bech Gouvernement en exil
Le gouvernement Dupong-Krier (luxembourgeois : Regierung Dupong-Krier), est le gouvernement du Luxembourg en fonction du 5 novembre 1937 au 10 mai 1940.

## La transition
Après l’échec subi lors du référendum sur la Loi muselière, Joseph Bech présente la démission de son gouvernement à la Grande-Duchesse. Celle-ci ne l’accepte pas tout de suite. Face à une situation internationale de plus en plus menaçante, l’idée qu’il faut former une coalition qui réunit les trois grands partis gagne du terrain. Mais les socialistes refusent d’entrer dans un gouvernement dont Bech ferait partie. Les catholiques répondent par une exclusive à l’égard de René Blum, un ministrable du Parti ouvrier. Cinq mois de longues négociations seront finalement nécessaires avant que Pierre Dupong ne réussisse à former un nouveau gouvernement de coalition qui est presque d’union nationale. Bech reste dans le gouvernement et garde le portefeuille des Affaires étrangères. Dupong prend la présidence. Deux socialistes entrent au gouvernement : Pierre Krier, un syndicaliste, et René Blum, un avocat. Les libéraux sont représentés au sein du cabinet par Étienne Schmit. Après le décès de celui-ci, survenu le 19 décembre 1937, ils ne trouvent plus de successeur accepté par les autres partis et se retirent officiellement de la coalition gouvernementale le 11 juillet 1939. Pour des raisons personnelles, le Parti ouvrier remplace René Blum par Victor Bodson en avril 1940, quelques semaines seulement avant l’invasion allemande et le départ en exil du gouvernement.

## Composition

### Initiale (5 novembre 1937)
| Portefeuille | Titulaire | Titulaire                            | Parti |
| --- | --------- | ------------------------------------ | ----- |
| Ministre d'État Président du gouvernement (Administration centrale, Force armée, Finances, Assistance publique) |           | Pierre Dupong                        | RP    |
| Ministre des Affaires étrangères (Viticulture, Arts et Sciences)                                                |           | Joseph Bech                          | RP    |
| Ministre de l'Intérieur (Commerce, Industrie et Métiers, Transports et Électricité)                             |           | Étienne Schmit (jusqu'au 19/12/1937) | RLP   |
| Ministre de l'Instruction publique (Agriculture et Cultes)                                                      |           | Nicolas Margue                       | RP    |
| Ministre de la Prévoyance sociale et du Travail (Mines)                                                         |           | Pierre Krier                         | AP    |
| Ministre de la Justice (Bâtiments et Voirie, Service sanitaire, Mondorf-État)                                   |           | René Blum                            | AP    |

### Remaniement du 7 février 1938
- Les nouveaux ministres sont indiqués en gras, ceux ayant changé d'attributions en italique.

| Portefeuille | Titulaire | Titulaire      | Parti |
| --- | --------- | -------------- | ----- |
| Ministre d'État Président du gouvernement (Administration centrale, Force armée, Finances, Assistance publique) |           | Pierre Dupong  | RP    |
| Ministre des Affaires étrangères (Viticulture, Arts et Sciences ; Intérieur a.i.)                               |           | Joseph Bech    | RP    |
| Ministre de l'Instruction publique (Agriculture et Cultes ; Commerce, Industrie et Métiers a.i.)                |           | Nicolas Margue | RP    |
| Ministre de la Prévoyance sociale et du Travail (Mines)                                                         |           | Pierre Krier   | AP    |
| Ministre de la Justice (Bâtiments et Voirie, Service sanitaire, Mondorf-État; Transports et Électricité a.i.)   |           | René Blum      | AP    |

### Remaniement du 6 avril 1940
- Les nouveaux ministres sont indiqués en gras, ceux ayant changé d'attributions en italique.

| Portefeuille | Titulaire | Titulaire      | Parti |
| --- | --------- | -------------- | ----- |
| Ministre d'État Président du gouvernement (Administration centrale, Force armée, Finances, Assistance publique) |           | Pierre Dupong  | RP    |
| Ministre des Affaires étrangères (Viticulture, Arts et Sciences ; Intérieur a.i.)                               |           | Joseph Bech    | RP    |
| Ministre de l'Instruction publique (Agriculture et Cultes ; Commerce, Industrie et Métiers a.i.)                |           | Nicolas Margue | RP    |
| Ministre de la Prévoyance sociale et du Travail (Mines)                                                         |           | Pierre Krier   | AP    |
| Ministre de la Justice (Travaux publics, Transports, Électricité)                                               |           | Victor Bodson  | AP    |

## La politique extérieure
La remilitarisation de la Rhénanie, à partir de 1936, réduit le tampon de sécurité entre la France et l’Allemagne à la minuscule bande territoriale du Luxembourg. La présence de troupes étrangères au Grand-Duché en cas de guerre franco-allemande devient à nouveau probable. L’autre voisin occidental de l’Allemagne, la Belgique, réagit en se dégageant de l’accord militaire conclu avec la France et en adoptant une « politique des mains libres ». Le gouvernement luxembourgeois cherche aussi son salut dans une politique de neutralité. Pour consolider la position internationale du Luxembourg, le ministre des Affaires étrangères, Joseph Bech, imagine une vaste opération diplomatique: les États signataires du traité de Londres de 1867 devront réaffirmer la neutralité perpétuelle du Luxembourg par une déclaration solennelle et commune. Cependant, la Belgique et la Grande-Bretagne se dérobent. À défaut d’un accord multilatéral, Bech tente d’obtenir un engagement simultané de la part de la France et de l’Allemagne. Alors que l’Allemagne n’éprouve pas de scrupules à formuler envers le Luxembourg toutes les promesses souhaitées, la France hésite à s’engager. L’état-major français veut se réserver un droit de passage à travers le Grand-Duché en cas d’agression allemande. Ainsi, au printemps 1939, alors que le spectre de la guerre plane sur l’Europe, le gouvernement ne parvient pas à obtenir de garanties formelles. Une occupation-surprise sans réaction des autres puissances devient probable.

## La politique intérieure
Face au péril international, la Chambre consent au gouvernement une extension de son pouvoir réglementaire afin de lui permettre de prendre les mesures nécessaires à la sauvegarde des intérêts de l’État. Ainsi, sur la base des lois du 28 septembre 1938 et du 29 août 1939, les autorités gouvernementales prennent une série de mesures de protection: nouvelle déclaration de neutralité, interdiction d’apporter une aide aux partis belligérants, renforcement de la surveillance aux frontières, interdiction de la chasse dans les régions frontalières, mesures d’économie de combustible et d’électricité, constitution de stocks de produits alimentaires et d’essence, contrôle des émissions de la radio et de la presse, etc.
Dans ce contexte, la célébration du centenaire de l’indépendance, à laquelle toute la société luxembourgeoise participe, devient une réaction contre la menace allemande. En 1939, le gouvernement utilise habilement les fêtes commémoratives pour manifester, devant l’opinion publique européenne, la volonté d’indépendance du pays. La commémoration réussit enfin à réconcilier la communauté luxembourgeoise divisée par le référendum de 1937 et renforce le sentiment national face au danger extérieur.